# Gestreepte brilteju
De gestreepte brilteju (Gymnophthalmus lineatus) is een hagedis uit de familie Gymnophthalmidae. De wetenschappelijke naam van de soort werd als Lacerta lineata in 1758 gepubliceerd door Carl Linnaeus.

## Synoniemen
- Lacerta quadrilineata Linnaeus, 1766
- Gymnophthalmus nitidus Reinhardt & Lütken, 1862[4]
- Gymnophthalmus merremi Boulenger, 1885

Acratosaura · 
Adercosaurus · 
Alexandresaurus · 
Acratosaura · 
Adercosaurus · 
Alexandresaurus · 
Amapasaurus · 
Anadia · 
Andinosaura · 
Anotosaura · 
Arthrosaura · 
Bachia · 
Calyptommatus · 
Caparaonia · 
Cercosaura · 
Colobodactylus · 
Colobosaura · 
Colobosauroides · 
Dryadosaura · 
Echinosaura · 
Ecpleopus · 
Euspondylus · 
Gelanesaurus · 
Gymnophthalmus · 
Heterodactylus · 
Iphisa · 
Kaieteurosaurus · 
Leposoma · 
Loxopholis · 
Macropholidus · 
Marinussaurus · 
Micrablepharus · 
Neusticurus · 
Nothobachia · 
Oreosaurus · 
Pantepuisaurus · 
Petracola · 
Pholidobolus · 
Placosoma · 
Potamites · 
Procellosaurinus · 
Proctoporus · 
Psilops · 
Rhachisaurus · 
Riama · 
Riolama · 
Rondonops · 
Scriptosaura · 
Stenolepis · 
Tretioscincus · 
Vanzosaura